# Mae West
Mae West [mej uest], rodným jménem Marie Jane West (přechýleně Westová; 17. srpna 1893 v Brooklynu v New Yorku, USA – 22. listopadu 1980) byla americká tanečnice, herečka, dramatička, scenáristka, textařka a spisovatelka.

## Umělecká kariéra

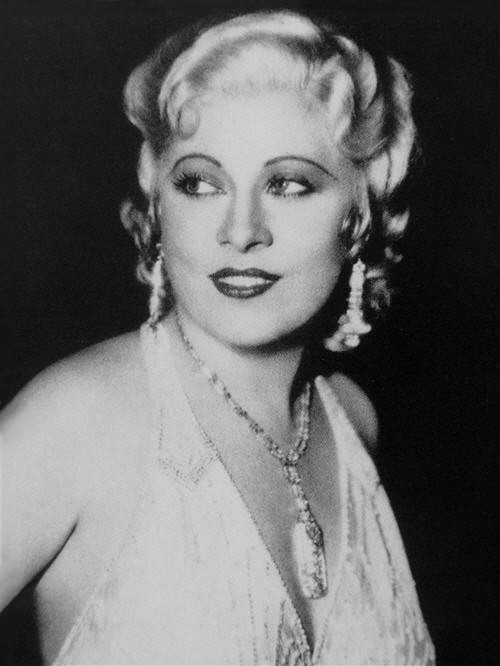
Mae West (asi 1927)

Jednalo se o jeden ze slavných hollywoodských sex-symbolů 30. let 20. století. Divadlo hrála již od dětství, zpočátku hrála a tančila v různých kočovných divadelních spolcích, nakonec zakotvila na Broadwayi, kde vystupovala v music-hallech. Zde také jako první zatančila později velmi módní tanec shimmy. V polovině 20. let napsala svoji první divadelní hru Sex. Její hry byly ve své době značně kontroverzní a přinesly jí různé potíže i konflikty jak se zákonem, tak i s puritánskými kruhy tehdejší americké společnosti. Nicméně ji tyto potíže udělaly známou a zapůsobily jakožto negativní reklama, což ji nakonec přivedlo i do Hollywoodu, kde působila nejen jakožto herečka, ale i jako scenáristka či autorka filmových námětů. Jednalo se o největší hollywoodskou filmovou hvězdu první poloviny 30. let 20. století.
Koncem 30. let a na počátku válečných let její aktivita a popularita postupně klesala, svůj poslední film natočila v roce 1943. K filmování se nakrátko vrátila ještě v roce 1970 po 26 let trvající odmlce.

## Mae West v české kultuře
- Karel Čapek uvedl jméno Mae West dvakrát v románu Válka s Mloky. Poprvé ji v kapitole 9. zmiňuje mlok v rozhovoru s vědci.[1] Podruhé v knize 2, kapitole 1. je její jméno zmíněno v anketě vyptávající se tehdy známých osobností, mají-li mloci duši. Mae West odpovídá, že „nemají žádný sex-appeal. Proto také nemají duši“.[2]
- Autorské duo Michal Horáček a Petr Hapka napsalo pro Hanu Hegerovou píseň „Táta měl rád Máju Westovou“, která vyšla na albu Potměšilý host.

## Jiné
Během druhé světové války přezdívali američtí a britští letci a námořníci May West nafukovacím záchranným vestám, zřejmě kvůli podobnosti rozměrů nafouknuté vesty a poprsí této herečky.